# Nic Chagall
Pour les articles homonymes, voir Chagall (homonymie).
Claus Terhoeven, dit Nic Chagall, né le 10 novembre 1972  à Krefeld en Rhénanie-du-Nord-Westphalie, est un DJ, producteur et compositeur allemand de musique trance. 
Il est surtout connu pour être l'un des membres du duo Cosmic Gate. 

## Biographie
Il est le cofondateur de l'Essential Cuts Studio à Duisbourg en 1999, maintenant mieux connu sous le nom de E-CUTZ, on le voit également travailler avec Erich Schmeier (DJ Errik) et Andre Wevers (DJ Wave).
Nic Chagall a remixé de nombreux titres et est également impliqué dans de nombreux projets de trance bien connus tels que : 
- Cosmic Gate
- Green Court
- Sash!
- Taucher
- DJ Shog
- Talla 2XLC
- U96
- John B. Norman
- Dream Dance Alliance
- Cooky
- B.E.T.A.-Unit
- Strings Of Harmony
- A-C-E
- Astral Inc.

## Discographie

### Singles / EPs
- 2005 : Sansibar / I Don't Know
- 2006 : Monday Bar
- 2007 : Borderline / Back To San Fran
- 2007 : What You Need
- 2008 : Sun Red /Sky Blue
- 2008 : What You Need REMIXES
- 2009 : This Moment
- 2010 : Morning Light
- 2010 : 100

### Remixes
- 2007 : Wippenberg - Promiseland (Nic Chagall Remix)
- 2007 : Filo & Peri - Anthem (Nic Chagall Remix)
- 2007 : Armin Van Buuren - Sound Of Goodbye (Nic Chagall Drumbeat Edit)
- 2007 : Marcel Woods - New Feeling (Nic Chagall Remix)
- 2008 : Marcus Schulz - Cause You Know (Nic Chagall Remix)
- 2009 : Dash Berlin - Man On The Run (Nic Chagall Remix)
- 2010 : Marco V - Coming Back (Nic Chagall Remix)
- 2010 : Tiësto - Here On Earth (Nic Chagall Remix)
- 2010 : Aruna - Let Go feat. Mark Eteson (Nic Chagall Remix)
- 2010 : Susana - Frozen feat. Josh Gabriel (Nic Chagall Remix)